# سیارک ۱۹۹۹۲
سیارک ۱۹۹۹۲ (به انگلیسی: 19992 Schonbein، نامگذاری:1990TS9) نوزده هزار و نهصد و نود و دومین سیارک کشف شده‌است که در ۱۰ اکتبر ۱۹۹۰ کشف شد.
قدر مطلق سیارک برابر ۱۴٫۲۰ است.